# Zisterzienserinnenabtei Viterbo
Die Zisterzienserinnenabtei Viterbo (auch: Monastero della Duchessa) ist seit 1557 ein Kloster der Zisterzienserinnen in Viterbo, Region Latium, in Italien.

## Geschichte
Gerolama Orsini, Herzogin von Parma, Piacenza und Castro, stiftete 1557 in Viterbo das Zisterzienserinnenkloster Visitationis Beatae Mariae Virginis („Maria Heimsuchung“), bekannt als „Monastero della Duchessa“ (Kloster der Herzogin). Von 1566 bis 1574 lebte der Konvent nach dem Willen der Herzogin in Castro, der heute verschwundenen Hauptstadt ihres Herzogtums Castro, kehrte aber nach ihrem Tod nach Viterbo zurück. Die berühmteste Nonne war die 52 Jahre lang qualvoll bettlägerige Benedetta Frey (1836–1913), deren Seligsprechungsprozess eingeleitet ist. Im 20. Jahrhundert tat sich das in der Via San Pietro gelegene Kloster besonders durch die ewige Anbetung des Allerheiligsten hervor. Derzeit ist sein Bestand gefährdet.

## Santa Maria del Paradiso
In Viterbo gab es im Mittelalter bereits ein Zisterzienserinnenkloster, nämlich von 1271 bis 1436 die Zisterzienserinnenabtei Santa Maria del Paradiso, die (offenbar wegen ungeordneter Verhältnisse) aufgelöst wurde. Die Nonnen wurden durch Franziskaner ersetzt, die heute wieder am Ort sind. Ein Teil der Gebäude dient der Universität.